# 拿騷的阿爾貝汀·阿格尼絲
拿騷的阿爾貝汀·阿格尼絲（荷蘭語：Albertine Agnes van Nassau，1634年4月9日—1696年5月26日），拿騷-迪茨親王妃，奧蘭治親王弗雷德里克·亨德里克的女兒。

## 家庭
1652年，阿爾貝汀·阿格尼絲與拿騷-迪茨親王威廉·弗雷德里克結婚，兩人共有1子2女：
1. 艾瑪莉亞（荷兰语：Amalia van Nassau-Dietz (1655-1695)）（1655年—1695年）
2. 亨德里克·卡西米爾（1657年—1696年）
3. 索菲亞·海德薇希（1664年—1667年），夭折